# Alta velocidad ferroviaria en Tailandia
Aunque Tailandia aún no dispone de líneas ferroviarias de alta velocidad operativas, el país tiene un plan para una gran red ferroviaria de alta velocidad que conecte sus principales ciudades. La primera línea de la red está en construcción de Bangkok a Nakhon Ratchasima, con una velocidad operativa máxima prevista de 250 km/h.

## Historia
En octubre de 2010, el parlamento tailandés aprobó propuestas iniciales para una red ferroviaria de alta velocidad. Desde Bangkok irradiarían cinco líneas capaces de alcanzar velocidades de 250 km/h.
En marzo de 2013, el ministro de Transportes reveló que solo se seleccionaría a una empresa para gestionar todas las rutas de trenes de alta velocidad, cuya entrada en funcionamiento estaba prevista entre 2018 y 2019. Estaba previsto licitar el primer tramo de 86 km de Krung Thep Aphiwat a Ayuthaya a finales de 2013. Sin embargo, una crisis política de siete meses que incluyó la disolución del parlamento y unas elecciones anuladas en febrero de 2014 culminó en un golpe militar en mayo de 2014. En julio de 2014, la nueva junta militar aplazó todos los planes ferroviarios de alta velocidad hasta la instauración de un gobierno civil.
Tras el golpe militar de mayo de 2014 y su ascenso al cargo de primer ministro, el general Prayut Chan-o-cha propuso conectar Bangkok con dos populares ciudades turísticas, Pattaya y Hua Hin, mediante ferrocarril de alta velocidad. La Oficina de Política y Planificación del Transporte y el Tráfico del Ministerio de Transportes había realizado estudios sobre ambas rutas. En ellos se partía de la base de que, para la línea Bangkok-Pattaya, los trenes pasarían por Chachoengsao, Chonburi y Pattaya, y terminarían en Rayong, una distancia de 194km. Los costes de construcción se estimaron en 152.000 millones de baht, con una tasa interna de retorno (TIR) del 13%. La construcción duraría unos 54 meses. La ruta a Hua Hin tendría 209km de longitud, con un coste de inversión de unos 98.000 millones de baht y una TIR del 8,1%. La oficina llegó a la conclusión de que estas rutas serían de poco interés para los inversores privados debido a la elevada inversión necesaria unida a una baja tasa de rentabilidad. En los planes del ejercicio 2017 se incluyeron cuatro líneas de alta velocidad.

## Líneas de alta velocidad

### Líneas en construcción
En la siguiente tabla se encuentran todas las líneas actualmente en construcción. 
Las fechas precedidas por un asterisco (*) son previsiones basadas en informaciones publicadas en medios digitales, en ningún caso se trata de fechas definitivas.
| Línea                               | Ciudades que conecta                                                                         | Estado          | Entrada en servicio |
| ----------------------------------- | -------------------------------------------------------------------------------------------- | --------------- | ------------------- |
| LAV Bangkok–Nong Khai               | Bangkok · Don Mueang · Ayutthaya · Saraburi · Pak Chong · Nakhon Ratchasima                  | En construcción | *2026               |
| LAV Bangkok–Nong Khai               | Nakhon Ratchasima · Bua Yai – Ban Phai · Khon Kaen · Udon Thani · Nong Khai                  | En proyecto     | *2029               |
| LAV Don Mueang–Suvarnabhumi–U-Tapao | Don Mueang · Bangkok · Suvarnabhumi · Chachoengsao · Chonburi · Si Racha · Pattaya · U-Tapao | En construcción | *2029               |
| LAV Don Mueang–Suvarnabhumi–U-Tapao | U-Tapao · Rayong · Klaeng · Chanthaburi · Trat                                               | En proyecto     | *2037               |
| LAV Bangkok–Chiang Mai              | Krung Thep Aphiwat · Don Mueang · Ayutthaya · Lopburi · Nakhon Sawan · Phichit · Phitsanulok | En proyecto     | *2032               |
| LAV Bangkok–Chiang Mai              | Phitsanulok · Sukhothai · Si Satchanalai · Lampang · Lamphun · Chiang Mai                    | En proyecto     | *2037               |